# Dinka Posedarska
Dinka Posedarska, pravim imenom Domenika Posedarska (Nediljka) (?, 7. kolovoza 1748. – ?, 3. listopada 1799.), hrvatska plemkinja, kneginja i posljednji potomak stare hrvatske velikaške obitelji knezova Posedarskih od roda Gusića Krbavskih.
Njen otac, knez i pukovnik Petar Posedarski († 1771.) bio je posljednji muški odvjetak plemićke obitelji. Poslije njegove smrti, obiteljske posjede i naslove naslijedila je njegova kći Dinka (Domenika) koja se udala za Šimuna Pontea s kojim nije imala djece. Preudala se nakon smrti prvog supruga za zadarskog plemića Josipa Benju († 1826.) s kojim također nije imala potomstvo.
Dinka je oporučno ostavila svoje vlastelinstvo i naslov suprugu Josipu koji je vjenčanjem pridodao sebi i prezime Posedarski, a imovinu, prezime i naslov je ostavio svome sinu Kuzmanu kojeg je imao s drugom suprugom Domenikom Ponte. Lukrecija Posedarska Gavala, sestra pokojnog kneza Petra Posedarskog, je početkom 19. stoljeća vodila brojne i dugotrajne sudske sporove s obitelji Benja Posedarski zbog njezinih nasljednih prava na dio vlastelinstva, budući da pokojna Dinka Posedarska nije imala izravnih krvnih sljednika.

## Vanjske poveznice
- Posedarski – Hrvatska enciklopedija
- tzo-posedarje.hr  Arhivirana inačica izvorne stranice od 26. srpnja 2010. (Wayback Machine)